# Ведомость объёмов работ
Ведомость объёмов работ (BOP) в интернациональном варианте Bill of quantities (BOQ) или Work breakdown structure (WBS) это документ используемый в строительстве для проведения тендера.
Обычно Ведомость объёмов работ включает в себя перечень материалов, оборудования, работ и отдельных дополнительных затрат необходимых для реализации проекта. В отличие от Сметы или других расчётов цены, Ведомость объёмов работ не содержит данных о фактической стоимости, а определяет только наполнение перечня затрат для дальнейшей оценки.
Позиции в Ведомости объёмов работ приоритетно имеют типовые единицы измерения (п.м., м²., м³., кг, т, день, месяц и пр.), при этом нередки случаи использования обобщённых вариантов (комплект, процент, резервная сумма, паушальная сумма и подобное).
Разработка Ведомости объёмов работ предполагает, что проектирование завершено и спецификации разработаны в полном объёме для отдельно выбранной стадии проектирования.
На практике Ведомость предоставляется подрядчикам для заполнения стоимостей, тем самым стандартизирует формат выдачи коммерческих предложений от участников. Ведомость объёмов работ упрощает работу участников тендера по оценке стоимости строительных работ, позволяя им опираться на единые для всех участников объёмы (вместо того, чтобы собирать объёмы с отдельных частей проектной документации), также Ведомость может включать дополнительные позиции по затратам, которые необходимо выделить отдельно в рамках коммерческого предложения от участника.

## Разработка
Ведомости объёмов работ разрабатывается сметчиком.
Ведомость может иметь разный уровень детализации, зависящий от уровня проработки проектной документации, имеющихся данных, а также цели дальнейшего использования. Существуют различные подходы к формированию Ведомости, при этом большая часть различий касается уровня детализации и практики учёта «не строительных» затрат.
Ведомости объёмов работ в дополнение к материалам, оборудования и строительным работам, обычно учитывает «не строительные затраты», которые выделяются отдельные блоками, но не определяются проектной документацией. К таким затратам могут быть отнесены затраты на страхование, хеджирование рисков, проектные работы, изыскания и прочее.

## Непредвиденные расходы
Затраты на непредвиденные расходы нередко включаются отдельной позицией в Ведомости объёмов работ .
Данные затраты должны прогнозно учитывать возможные неучтённые на данном этапе затраты, которые с высокой долей вероятности появятся на стадии строительства.
Практикуется использование двух типов Непредвиденных расходов.
Первый — именованный перечень возможных затрат (на пример: «Строительство дополнительной КНС»), то есть вносится известный и описанный риск.
Второй — резервирование фиксированной суммы или % от стоимости, то есть учёт общего риска по неопределённости в проекте.
Важно отметить, что Непредвиденные расходы никоем образом не являются компенсацией погрешности (точности) Бюджета проекта, который будет разрабатываться на основе Ведомости объёмов работ, так как Непредвиденные расходы определяют бюджет на риски по неопределённостям проекта, в то время как погрешность (точность) определяет риск отклонения по уже известным элементам проекта.

## Ведомость объёмов работ в терминологии РФ
Ведомость объёмов работ раннее определялась на законодательном уровне, но при эволюции строительной индустрии данное определение было исключено как термин из законодательства, при этом нередко на неё встречаются оставшиеся в других подзаконных актах отсылки. На данный момент происходит конфликт заимствованного и устоявшегося термина, поэтому при упоминании Ведомости объёма работ необходимо уточнять в какой трактовке он используется.
В настоящий момент даже необходимость разработки Ведомость объёмов работ вызывает вопросы. Это вызвано высокими трудозатратами на разработку Ведомость объёмов работ в соответствии ранее отменёнными нормами, поскольку для её создания необходимо существенно доработать проектную документацию относительно требований Постановления Правительства РФ N 87.

### Основные документы, определявшие ведомость объёмов работ
1. Согласно постановлению Правительства Российской Федерации от 16 февраля 2008 года N 87 «О составе разделов проектной документации и требованиях к их содержанию» в состав проектной документации, разработанной в соответствии с указанным постановлением, включение ведомости объёмов строительных и монтажных работ не предусмотрено.
2. Ранее эти ВОР были частью РД. Ведомость объёмов строительных и монтажных работ ГОСТ 21.111-84.
3. Сейчас МР 21.01-95 указывает:
Спецификация оборудования, изделий и материалов является текстовым документом, определяющим состав оборудования, установок (блоков), изделий, устройств и материалов, предусмотренных рабочими чертежами соответствующего основного комплекта. Документ по существу является сводной спецификацией к соответствующему основному комплекту рабочих чертежей и предназначен для комплектования, подготовки и осуществления строительства, а также для составления сметной документации ресурсным (ресурсно-индексным) методом.
Это фактически Спецификация, но не Ведомость объёмов работ.
4. Фактически сейчас нет чётких требований состава и вида ВОР, это на уровне законодательных документов.
Но есть Постановление Правительства Российской Федерации от 18.05.2009 № 427, и п. 4.1 МДС 81‑35.2004
Основанием для определения сметной стоимости строительства могут являться:
исходные данные заказчика для разработки сметной документации, предпроектная и проектная
документация, включая чертежи, ведомости объёмов строительных и монтажных работ,
спецификации и ведомости потребности оборудования, решения по организации и очередности
строительства, принятые в проекте организации строительства (ПОС), пояснительные записки к
проектным материалам, а на дополнительные работы — листы авторского надзора и акты на
дополнительные работы, выявленные в период выполнения строительных и ремонтных работ;
Таким образом Ведомость объёмов работ считается частью проектной документации. При прохождении ГГЭ это трактуется именно так, в ГГЭ происходит сравнение Сметы с ВОР для подтверждения объёмов в сметах.
Фактически по старому пути работают старые проектные институты, где инженеры для сметного отдела формируют ВОР на основании ППР и Технологических карт.
Большинство участников строительной индустрии в коммерческом сегменте пользуются термином Ведомость объёмов работ как эквивалентным Bill of quantities, при этом сложные проекты с государственным финансированием чаще всего вынуждены вести разработку ВОР согласно устаревшей терминологии из-за требований ФАУ «Главгосэкспертиза России».